# 紐頓·湯瑪士·席格
紐頓·湯瑪士·席格，ASC（英語：American Society of Cinematographers，1955年8月—）是一名美國男攝影指導、導演和製片人。知名於時常與導演布萊恩·辛格合作，作品如《普通嫌疑犯》（1995年）、《華爾基利暗殺行動》（2008年）及《X戰警》系列電影。

## 生平
紐頓·湯瑪士·席格出生於密西根州底特律的猶太家庭。他的父親歐文·席格（Irving Sigel）是一名為教育測試服務局工作的心理學家。席格曾在紐約的惠特尼美国艺术博物馆研究繪畫。他的妻子名為麗莎·張（Lisa Chang）。
席格的職業生涯始於實驗電影人肯尼思·安格身旁的攝影機操作員。之後他開始參與紀錄片的拍攝，包括入圍奥斯卡最佳纪录片奖的《萨尔瓦多：另一个越南》（1981年）。他的攝影技巧受到著名攝影指導海斯凱爾·魏斯勒的關注，之後花了數年時間在後者身旁學習，直到魏斯勒執導的1985年電影《瑪麗娜》才成為席格擔任攝影指導的首部長片。
在拍攝1989年喜劇片《粗魯的覺醒》之前，席格主要從事電視電影的工作，並在1980年代擔任第二攝製組的攝影指導。他經常在罗伯特·理查德森的電影中任職，如《火樂焚城》（1991年）。自《普通嫌疑犯》（1995年）起，席格成為導演布萊恩·辛格的御用攝影指導。

## 外部連結
- 紐頓·湯瑪士·席格在互联网电影资料库（IMDb）上的資料（英文）